# Moravské hnutí

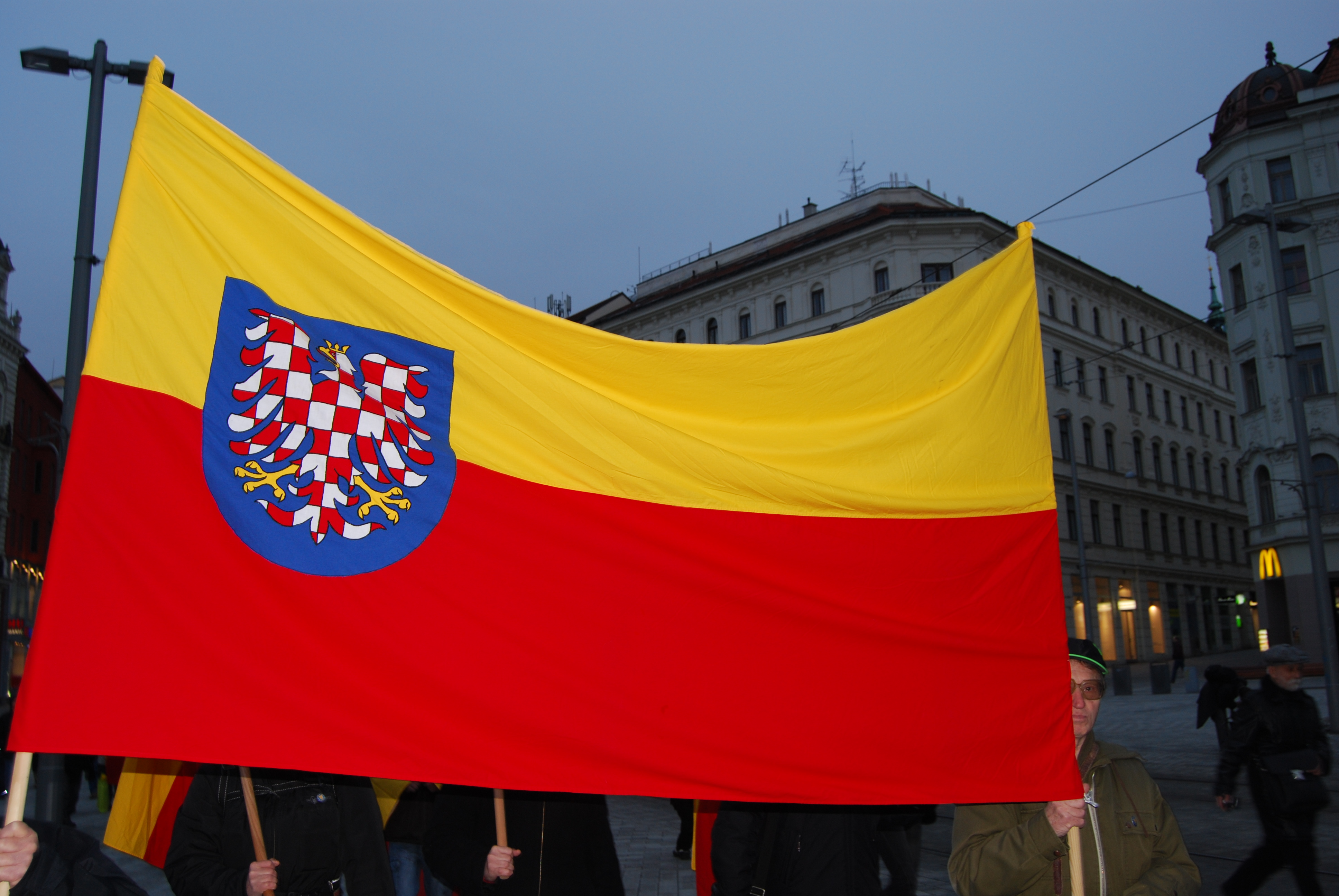
Příznivci hnutí na pochodu s vlajkou, kterou vydávají za moravskou

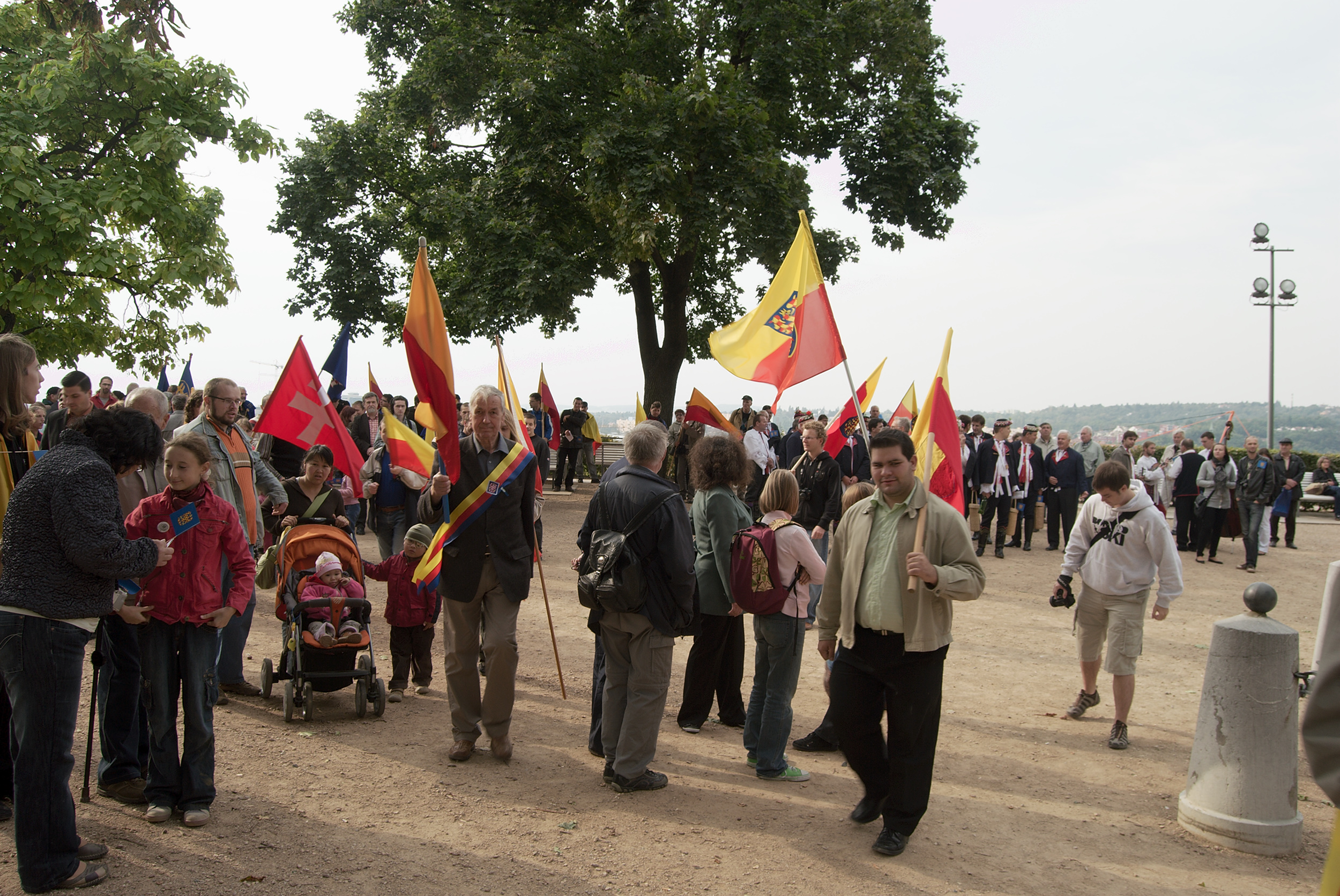
Účastníci Výročního pochodu Moravanů, pořádaného 25. září 2010 Moravskou národní obcí se shromáždili v brněnských Denisových sadech

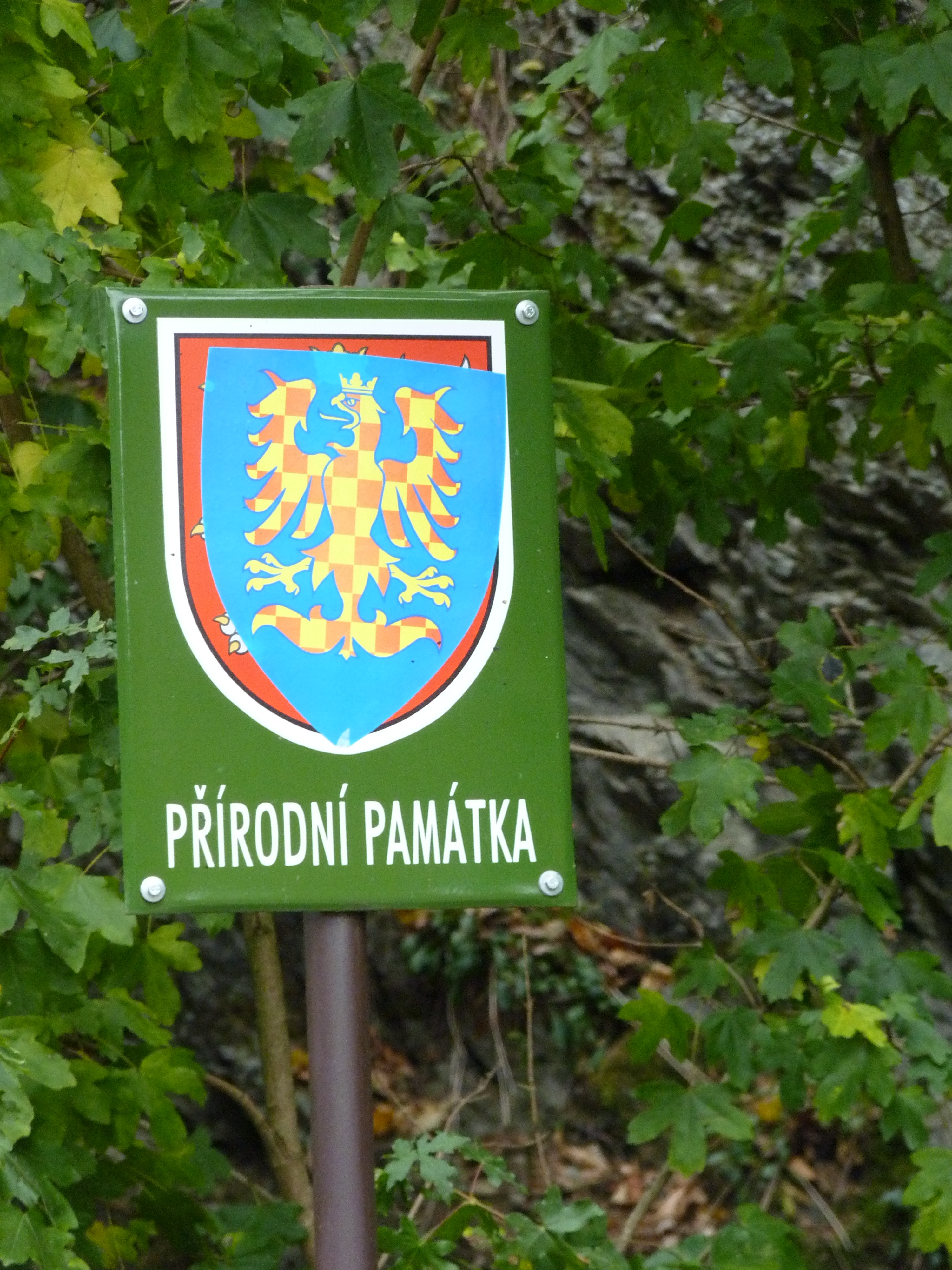
Mezi moravistické aktivity posledních let patří i přelepování cedulí s malým státním znakem ČR (českým lvem) moravskou orlicí se zlatočerveným šachováním

Moravské hnutí je obecný termín, kterým se v období po listopadu 1989 souhrnně označují různé politické strany, politická hnutí a spolky usilujících o obnovu samosprávy Moravy a Českého Slezska (v podobně jednotné Země moravskoslezské), buď jako vyššího územněsprávního celku v rámci České republiky, spolkové země spojené s Čechami a Prahou ve federaci (před rokem 1992 v československé trojfederaci), konfederaci nebo v radikální formě její odtržení od ČR a osamostatnění. Příznivcům moravského hnutí se říká také moravisté a jejich ideologii moravismus.
Na počátku devadesátých let 20. století se jednalo o významný proud, který však rychle ztratil na důležitosti a dnes je okrajovou částí politického spektra ČR.

## Počátky a příčiny vzniku v 1. polovině 20. století
Politický boj za zájmy Moravy se objevuje již v začátcích 1. československé republiky, kdy z vládních kruhů, především Ministerstva vnitra ČSR pod vedením Antonína Švehly z agrární strany vzešel návrh na zrušení do té doby platného zemského zřízení a navrženo zřízení župní (resp. krajské). Společně s moravským hnutím se tehdy ozvalo i slezské hnutí. Podle župního zákona z roku 1920, měla být Morava a České Slezsko rozděleny na šest žup (Brno, Jihlava, Olomouc, Uherské Hradiště, Moravská Ostrava, Český Těšín). Historická česko-moravská hranice však měla být zachována, na rozdíl od pozdějších krajských členění včetně toho platného v současnosti z roku 2000. Zrušení moravské zemské samosprávy na Moravě odmítaly takřka všechny politické strany, zástupci zemských a okresních úřadů a místní tisk. Důvodem byla obava z podřízenosti vůči Praze, strach z vlivu Němců v některých pohraničních župách (to platilo v Čechách i na Moravě) i snaha zachovat to, co se po staletí osvědčilo (zemské uspořádání Koruny české). Proti uvedení zákona do praxe se stavěla z významných politických stran především klerikální Československá strana lidová (s převažujícím elektorátem na Moravě) a pravicově nacionální Československá národní demokracie. Zákon na českém území do praxe uveden nebyl; v roce 1927, došlo k reorganizaci politické správy ve prospěch zachování zemského uspořádání, takže od 1. 1. 1928 vznikla sloučením Moravy s československým Slezskem země Moravskoslezská, i když s omezenou samosprávou. Zemské zastupitelstvo, nejvyšší zákonodárný zemský orgán, bylo totiž z jedné třetiny jmenováno československou vládou.
V období německé okupace českých zemí působila na Moravě marginální Moravská nacionální sociální strana a na Moravském Slovácku původně iredentistická organizace Národopisná Morava. Tyto organizace byly podporovány Velkoněmeckou říší s cílem rozdělit český národ. Zřejmě proto po skončení 2. světové války téměř všichni česky mluvící obyvatelé Moravy sdíleli nezpochybnitelnou jednotu českého národa v Čechách i na Moravě. Toto všeobecné mínění krátce po osvobození vyjádřil moravský vědec Čestmír Jeřábek, který se jednoznačně přihlásil k jednotě českého národa a budování československého státu, neboť „Moravané představují můstek mezi Čechy a Slováky“, což ale neznamená, že budou „v obecném kulturním dění hrát tradiční roli Popelky“. Odmítl názor, že by Moravané chtěli „pěstit malichernou svojskost a separatistickou odlišnost“. Důsledně ke spravedlivému rozdělování prostředků v Čechách a na Moravě vystupovali zástupci orgánů Země moravskoslezské, zejména předseda Zemského národního výboru prof. František Loubal, zvolený za Československou stranu národně socialistickou. Ten uvedl v tehdejším tisku, že „... se například dovídáme, že domácí otop uhlím bude v Čechách kryt ze 30 procent a v zemi Moravskoslezské jen z 20 procent. Marně se táži proč? Či snad proto, že jsme proti zimě otužilejší? ... Připomínám to také proto, aby i čtenáři v Čechách věděli, proč se tak často ozývají ze země Moravskoslezské i nevrlé hlasy a brojí proti tak zvanému pražskému centralismu.“
Po Únoru 1948 bylo zemské uspořádání Československa k 1. 1. 1949 komunisty zrušeno a byly zavedeny kraje (13 krajů v českých zemích). Země moravskoslezská tím zanikla, což mělo velký vliv na rozvoj moravského hnutí v dalších letech. Tento akt byl v roce 1990 československým parlamentem označen za „akt nespravedlivý a poplatný totalitní byrokraticko-centralistické praxi“.

## Moravské hnutí v období pražského jara 1968–1969
Hnutí vzniklo jako reakce na zrušení zemského zřízení v Československu (1949),[zdroj?] v důsledku čehož přestala existovat Moravou dominovaná země Moravskoslezská (Morava jako politická entita zanikla v roce 1928 spojením Českého Slezska a Moravy do země Moravskoslezské). Nespokojenost s nastolením krajů (zreformovány v r. 1960 a znovu v r. 2000), jejichž hranice nerespektovaly původní hranice historických zemí, vedla postupně u nemalé části obyvatel Moravy (zejména jižní) k nespokojenosti, což logicky vyústilo v požadavek opětného obnovení samosprávy – poprvé během celospolečenského tání za pražského jara (1968). V souvislosti s přípravou československé federace, vyvolali pracovníci Moravského muzea v Brně svým prohlášením z 2. dubna vlnu požadavků na autonomii Moravy, kterou podpořil například i jihomoravský krajský národní výbor. Veřejná diskuse v květnu téhož roku vyústila ve vznik Společnosti pro Moravu a Slezsko, která v srpnu měla již 200 000 registrovaných členů v 600 místních výborech po celé Moravě; v jejím čele stál Boleslav Bárta. Sovětská invaze ale tyto snahy odsunula na dlouhá léta do pozadí.

## Vzestup a pád v 90. letech 20. století
Již koncem 80. let se soustředila významná diskuse o Moravě a obnovení moravské samosprávy kolem brněnské verze samizdatového periodika Střední Evropa. Zde se k tématu vyjádřili například básník Zdeněk Rotrekl, historik Jaroslav Mezník, básník Jiří Kuběna nebo spisovatel Jan Trefulka. Zemská větev moravského hnutí se v uvolněných poměrech po pádu komunistů soustředila především na obnovu Moravou dominované (Moravskoslezské) samosprávné země. Upozorňovala na to, že moravská samospráva zde existovala „tisíc let“ a že Federální shromáždění v roce 1990 označilo zrušení Moravskoslezské země komunistickým režimem za nespravedlivé a totalitní. Již v létě 1990 navrhli poslanci Federálního shromáždění za HSD-SMS během projednávané novely československé ústavy roku 1960 a ústavního zákona o československé federaci z roku 1968, aby byl název Česká republika změněn na Českomoravskou republiku a parlament z České národní rady na „Českomoravskou národní radu (z níž se na základě dělby zákonodárné moci a dělby práce vydělují sněm Země české a sněm Země moravskoslezské)“. Toto zemské uspořádání České republiky mělo být předstupněm k realizaci koncepce československé trojfederace, spolkového státu Čech, Moravy se Slezskem a Slovenska, kterou hnutí prosazovalo. Návrh však navzdory deklarované podpoře moravskoslezské samosprávy z úst vrcholných představitelů Občanského fóra a KDU nebyl přijat. Podobný osud měly i další legislativní návrhy ve Federálním shromáždění i České národní radě, kde hnutí podávalo návrh na zemské uspořádání ČR opakovaně. Předsedkyni ČNR Dagmar Burešové byly předloženy petice občanů požadujících rehabilitaci Země moravskoslezské, které podepsalo více než 630 000 osob, což je v polistopadové historii zatím nepřekonaný počet podpisů pod jednou peticí. K jejich přání nebylo přihlédnuto. Hnutí si uvědomovalo, že ochota ústřední vlády vyhovět moravským požadavkům se zmenšuje. Proto začal Bárta organizovat moravské kulaté stoly všech politických stran působících na Moravě včetně komunistů. Dohodli se, že budou bez ohledu na svá různá politická stanoviska v Praze společně hájit zájmy Moravy. Tato stanoviska byla na počátku roku 1991 podporována také masovými demonstracemi v moravských městech (Brno, Olomouc, Ostrava) organizovanými HSD-SMS, které vyvrcholily 29. 4. 1991 protestním pochodem Moravanů Prahou. Snahy hnutí zkomplikovalo rozdělení poslaneckých klubů ve Federálním shromáždění i ČNR na klub HSD-SMS I. a klub HSD-SMS II., z nichž druhý se profiloval více pravicově a v praktické politice více slevoval ze svých požadavků. Proti Bártovi se navíc množily osobní útoky, byl nařčen ze spolupráce s StB, přestože v době totality byl sám komunistickou tajnou policií sledován, musel opustit filozofickou fakultu, vzdát se místa ředitele jím založené Dětské psychologické poradny v Brně a musel se též vzdát autorství řady vlastních odborných metod. Toto obvinění se mu nepodařilo do své náhlé smrti 31. 5. 1991 vyvrátit. Jeho smrt moravské hnutí značně oslabila. Ještě ke konci federace, v roce 1992, moravští poslanci poněkolikáté neúspěšně navrhovali v České národní radě zemské uspořádání České republiky na zemi Českou, Moravskoslezskou, a Prahu se statutem spolkové země.
Po rozdělení Československa moravští poslanci znovu několikrát navrhovali v Poslanecké sněmovně obnovení tří zemí, když opět neuspěli, zkusili v roce 1995 předložit poslanci Jiří Drápela a Jaroslav Sýkora (oba Českomoravská unie středu) návrh ústavního zákona na vytvoření pěti zemí (pražské, východočeské, západočeské, moravské a slezské), Nakonec však bylo vytvořeno 14 (tzv. malých) krajů v podstatě ve variantě z let 1949–1960, které nerespektovaly historické hranice českých zemí.
Moravští aktivisté založili několik politických stran, z nichž největšího úspěchu dosáhlo Hnutí za samosprávnou demokracii - Společnost pro Moravu a Slezsko, které vzniklo z obnovené Společnosti pro Moravu a Slezsko při příležitosti manifestace a sněmu pod názvem Moravskoslezská neděle 1. dubna 1990 v Kroměříži. K zaregistrování politického hnutí bylo třeba deset tisíc podpisů. V průběhu několika dní jich však právoplatných bylo na 47 tisíc a další přicházely. Ve volbách v roce 1990 stalo třetí nejúspěšnější stranou. Ve volbách do ČNR dosáhlo 10 %, přestože kandidovalo jen na Moravě, kde získalo v průměru 25 % hlasů.
Postupem času (především v průběhu 80. let) ale zesílil i druhý proud moravského hnutí. Tato národní větev hnutí usilovala a usiluje o posilování moravského národního vědomí, většinou žádá federativní uspořádání státu. Hlásí se mimo jiné k odkazu Velké Moravy a Moravského markrabství. Za svůj jazyk považuje „moravštinu“. Velké vzpruhy se jí dostalo při sčítání lidu v roce 1991, kdy se poprvé k moravské národnosti přihlásilo 13,2 % obyvatel České republiky, v roce 2001 3,7 % a v roce 2011 5,0 %. Politickým reprezentantem této větve byla Moravská národní strana v čele s Ivanem Dřímalem.
Jedním z nejradikálnějších moravistických subjektů na počátku 90. let 20. století bylo Moravské a Slezské informační centrum Josefa Pecla a Aleny Ovčačíkové.
Ještě ve volbách v roce 1992 se HSD-SMS společně s Moravskou národní stranou podařilo získat 14 mandátů v České národní radě (budoucí Poslanecké sněmovny Parlamentu České republiky). Od té doby vliv moravistů rychle klesal a v žádných následujících celostátních volbách se ani nepřiblížili hranici vstupu do parlamentu. Během 2. půle 90. let moravské hnutí spíše skomíralo a štěpilo se na různé strany a proudy.

## Moravské zemské hnutí a politická strana Moravané v 21. století
V roce 2005 se část příznivců promoravských myšlenek sloučila v politické straně Moravané, která usiluje o obnovu samosprávy Moravy (na území římskokatolické Moravské církevní provincie, tj. včetně Českého Slezska) na základě práva českého a moravského národa na sebeurčení. Cílem strany Moravané je změna unitární České republiky na Českou a Moravskou Federativní Republiku, federaci dvou rovnoprávných národů Čechů a Moravanů. Moravané jsou stranou euroskeptickou, vymezující se především vůči likvidaci moravského národního povědomí. Strana je aktivní v propagaci svých názorů (demonstrace, petice, vlajkové pochody) a prostřednictvím souputníků v dalších moravských organizacích se jí dařilo na sebe upozorňovat. Přestože nemá valné volební úspěchy (cca 6599 = 0,27 % voličů ve volbách do Evropského parlamentu 2019), tak má (na promoravskou stranu) vysoký volební potenciál až 3 % a do budoucna nejsou lepší výsledky vyloučené.
V roce 2018 vzniklo Moravské zemské hnutí, které je (na rozdíl od politické strany Moravané) založeno na zemském, nikoliv národním principu, je proevropské (usiluje o členství v Evropské svobodné alianci), liberální a umírněné. Moravské zemské hnutí na základě Preambule platné Ústavy ČR, která hovoří o „občanech ČR v Čechách, na Moravě a ve Slezsku“, usiluje demokratickou cestou v rámci ČR a EU usilovat o sloučení čtrnácti krajů do zemí Čechy, Morava, Slezsko a metropolitní země Praha a jejich vybavení samosprávnými kompetencemi dle vyspělých vzorů spolkových zemí sousedních států ČR. Silnou územní samosprávu a moderní pojetí silných tradičních regionů, které přirozeně konkurují tendencím sílícího centralismu, považuje za jeden ze základních kamenů a podpěrných sloupů demokratického zřízení. Moravské zemské hnutí tak navazuje na Hnutí za samosprávnou demokracii - Společnost pro Moravu a Slezsko. Se současnou Společností pro Moravu a Slezsko a s Moravskou národní obcí úzce spolupracuje.
Na konci roku 2020 vzniká třetí politická strana, Morava 1918. Ta chce doplnit moravské hnutí o konzistentní konzervativní stranu a moravské hnutí posílit, přitáhnou k němu nové aktivisty. Tato vznikající strana rozjela před sčítáním lidu 2021 kampaň, ve které upozorňovala na možnost přihlášení se k moravské národnosti. Tato kampaň podle jejich analýzy skončila mimořádným výsledkem - sami zhodnotili, že tento výkon tu nebyl od dob Boleslava Bárty. Mezi pro-moravské strany lze počítat i Korunu českou, která má obnovu zemského zřízení v programu a jejich členové se často k moravské národnosti hlásí. Příznivci moravského hnutí se často nachází i v jiných stranách, např. SPD.

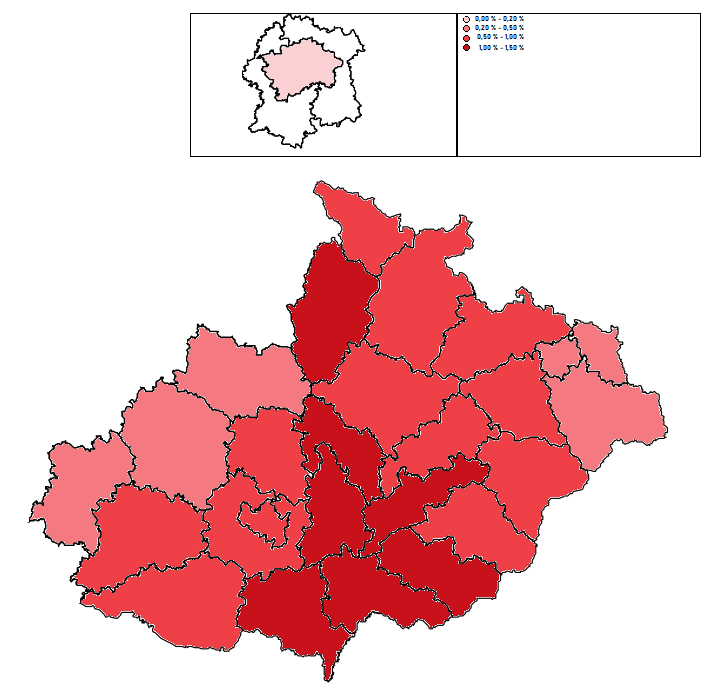
Výsledky moravského hnutí (politické strany Moravané a Moravské zemské hnutí) na Moravě ve volbách do Poslanecké sněmovny Parlamentu ČR v roce 2021 (v Jihomoravském kraji a ve Zlínském kraji včetně kandidátek Monarchistů vedených Moravou 1918)

Při parlamentních volbách 2021 kandidovaly moravské strany odděleně ve třech kandidátkách (Moravané, Moravské zemské hnutí, Koruna česká s podporou Morava 1918). Dohromady dostaly přes 16 tisíc hlasů, tedy asi 0,3 %, což je nárůst oproti posledním volbám, kde kandidovaly naposledy (2010).
Moravské hnutí bylo nejsilnější v Jihomoravském kraji, ale též v širší oblasti Jeseníků. V Českém Slezsku existuje povědomí slezské a moravské hnutí se zde výrazněji neprosadilo.[zdroj⁠?!] Ve Slezsku a v průmyslové oblasti ostravské aglomerace se však i tak nadále většina obyvatel hlásí k národnosti české.

## Organizace zahrnované do hnutí
- Královský řád Moravských rytířů svatého Rostislava a Kolumbana – světský řád
- Morava nejsou Čechy – občanské sdružení zaměřené především na obranu proti používání názvu Čechy pro celou ČR
- Moravané – politická strana
- Moravia magna – společnost pro kulturu, historii a umění
- Moravská národní obec – kulturní a osvětová organizace
- Za Moravu – kulturní a osvětový spolek
- Moravské a Slezské informační centrum
- Moravské zemské hnutí – politické hnutí
- Moravskoslezská akademie – organizace pro vědu, vzdělání a kulturu
- Moravský národní kongres – kulturní organizace
- Společnost pro Moravu a Slezsko – kulturně-politické občanské sdružení

### Zaniklé politické subjekty
- Českomoravská unie středu (ČMUS)
- Hnutí samosprávné Moravy a Slezska (- Moravské národní sjednocení) (HSMS-MNSj)
- Hnutí za samosprávnou demokracii - Společnost pro Moravu a Slezsko (HSD-SMS)
- Moravská demokratická strana (MoDS)
- Moravská nacionální sociální strana
- Moravská národní strana (MNS)
- Moravské občanské hnutí (MOH)
- Moravskoslezské hnutí (MSH)
- Národopisná Morava
- Strana moravského venkova (SMV)

### Časová osa
| Společnost pro Moravu a Slezsko (1968–) | Společnost pro Moravu a Slezsko (1968–) | Společnost pro Moravu a Slezsko (1968–) | Společnost pro Moravu a Slezsko (1968–)                                        | Společnost pro Moravu a Slezsko (1968–)                                        | Společnost pro Moravu a Slezsko (1968–)                                        | Společnost pro Moravu a Slezsko (1968–)        | Společnost pro Moravu a Slezsko (1968–)        | Společnost pro Moravu a Slezsko (1968–)        | Společnost pro Moravu a Slezsko (1968–)        | Společnost pro Moravu a Slezsko (1968–) | Společnost pro Moravu a Slezsko (1968–) | Společnost pro Moravu a Slezsko (1968–) | Moravský kulatý stůl (2011–) |
| Společnost pro Moravu a Slezsko (1968–) | Společnost pro Moravu a Slezsko (1968–) | Společnost pro Moravu a Slezsko (1968–) | Hnutí za samosprávnou demokracii - Společnost pro Moravu a Slezsko (1990–1994) | Hnutí za samosprávnou demokracii - Společnost pro Moravu a Slezsko (1990–1994) | Hnutí za samosprávnou demokracii - Společnost pro Moravu a Slezsko (1990–1994) | Hnutí samosprávné Moravy a Slezska (1994–2005) | Hnutí samosprávné Moravy a Slezska (1994–2005) | Hnutí samosprávné Moravy a Slezska (1994–2005) | Hnutí samosprávné Moravy a Slezska (1994–2005) | Moravané (2005–)                        | Moravské zemské hnutí (2018–)           |                                         | Moravský kulatý stůl (2011–) |
| Společnost pro Moravu a Slezsko (1968–) | Společnost pro Moravu a Slezsko (1968–) | Společnost pro Moravu a Slezsko (1968–) | Hnutí za samosprávnou demokracii - Společnost pro Moravu a Slezsko (1990–1994) | Hnutí za samosprávnou demokracii - Společnost pro Moravu a Slezsko (1990–1994) | Hnutí za samosprávnou demokracii - Společnost pro Moravu a Slezsko (1990–1994) | Českomoravská strana středu (1994–1996)        | Českomoravská strana středu (1994–1996)        | Českomoravská unie středu (1996–1997)          | Moravská demokratická strana (1997–2005)       | Moravané (2005–)                        | Moravské zemské hnutí (2018–)           |                                         | Moravský kulatý stůl (2011–) |
| Společnost pro Moravu a Slezsko (1968–) | Společnost pro Moravu a Slezsko (1968–) | Společnost pro Moravu a Slezsko (1968–) | Hnutí za samosprávnou demokracii - Společnost pro Moravu a Slezsko (1990–1994) | Moravskoslezské hnutí (1991–1995)                                              | Moravskoslezské hnutí (1991–1995)                                              | Moravskoslezské hnutí (1991–1995)              | Moravská národní strana (1990–1997)            | Moravská národní strana (1990–1997)            | Moravská demokratická strana (1997–2005)       | Moravané (2005–)                        | Moravané (2005–)                        |                                         | Moravský kulatý stůl (2011–) |
|                                         |                                         | Moravské občanské hnutí (1989–1992)     | Moravská národní strana (1990–1997)                                            | Moravská národní strana (1990–1997)                                            | Moravská národní strana (1990–1997)                                            | Moravská národní strana (1990–1997)            | Moravská národní strana (1990–1997)            | Moravská národní strana (1990–1997)            | Moravská demokratická strana (1997–2005)       | Moravané (2005–)                        | Moravané (2005–)                        |                                         | Moravský kulatý stůl (2011–) |
| Moravské občanské hnutí (1989–1992)     |                                         | Moravské občanské hnutí (1989–1992)     |                                                                                |                                                                                | Moravská národní strana (1990–1997)                                            | Moravská národní strana (1990–1997)            | Moravská národní strana (1990–1997)            | Moravská národní strana (1990–1997)            | Moravská demokratická strana (1997–2005)       | Moravané (2005–)                        | Moravané (2005–)                        |                                         | Moravský kulatý stůl (2011–) |
|                                         | Klub přátel Moravy (1985–1990)          | Klub přátel Moravy (1985–1990)          | Moravské hnutí proti byrokracii (1990–1991)                                    | Moravská národní obec (1991–)                                                  | Moravská národní obec (1991–)                                                  | Moravská národní obec (1991–)                  | Moravská národní obec (1991–)                  | Moravská národní obec (1991–)                  | Moravská národní obec (1991–)                  | Moravská národní obec (1991–)           | Moravská národní obec (1991–)           | Moravská národní obec (1991–)           | Moravský kulatý stůl (2011–) |
|                                         |                                         |                                         |                                                                                |                                                                                | Moravské a Slezské informační centrum (1992–)                                  |                                                |                                                |                                                |                                                |                                         |                                         |                                         | Moravský kulatý stůl (2011–) |
|                                         |                                         |                                         |                                                                                |                                                                                |                                                                                | Moravskoslezská akademie (1994–)               |                                                |                                                |                                                |                                         |                                         |                                         | Moravský kulatý stůl (2011–) |